# Лі Юй
Лі Юй (кит.: 李煜; піньїнь: Lǐ Yù; 937 — 15 серпня 978) — останній правитель держави Південна Тан періоду п'яти династій і десяти держав у 961–976 роках, відомий автор любовної лірики.

## Життєпис
Походив з династії Південна Тан роду Лі. При народжені отримав ім'я Чунґуан (重光). Син імператора Лі Цзіна. З 959 року був співволодарем батька, допомагаючи тому у боротьбі з імперією Сун. У 961 році після смерті Лі Цзина стає новим імператором. Намагався деякий час протидіяти тиску з боку Сун, втім у 971–973 роках зазнав поразки вимушений був визнати свою залежність від династії Сун, а у 978 році війська останньої захопили володіння Південної Тан. Лі Юя було захоплено у полон й відправлено до м. Лоян, де того було страчено 15 серпня 978 року.

## Поезія
Один з визначніших представників жанру ци. Вірші, в яких Лі Юй розповідає про свої пригоди, відрізняються достовірністю і конкретністю переживань. Всього збереглося дотепер 45 віршів. Одним з найвідомішими є вірші на тему «Пусанмань» та у жанрі ци — «Лантаош». На значну частину віршів написано музику, перетворено на популярні пісні.